# Richard Truly
Richard Harrison Truly (12. listopadu 1937 Fayette, Mississippi, USA – 27. února 2024, Genesee, Colorado, USA) byl americký astronaut z programů MOL, Apollo-Sojuz, Skylab a letů s raketoplány a ředitel NASA v letech 1989–1992.

## Život

### Mládí a výcvik
Po základní a střední škole pokračoval ve studiích. V roce 1959 vystudoval technologický institut v Georgii (Georgia Institute of Technology) a s diplomem leteckého inženýra byl vybrán v roce 1965 pro vojenský program MOL 1. Odtud byl převeden v srpnu roku 1969 mezi astronauty. Byl jmenován do podpůrných posádek letů Skylab 2, Skylab 3, Skylab 4 a do programu Sojuz-Apollo. Po ukončení i tohoto programu se přeškolil na raketoplány. Nejdříve byl záložním pilotem pro první zkušební let. V té době byl fregatním kapitánem. 
Byl ženatý a měl tři děti. Používal přezdívku Dick.

### Lety do vesmíru
Poprvé letěl na raketoplánu Columbia v listopadu 1981 a stal se tak 105. kosmonautem Země. Byl to druhý zkušební let STS (Space Transportation System) trvající dva dny. Posádku tvořili dva lidé, velitel plukovník USAF Joseph Engle a pilot námořní kapitán Richard Truly. Odstartovali z kosmodromu Kennedy Space Center na Floridě (mys Canaveral) a přistáli na vojenské základně Edwards v Kalifornii.
Koncem léta roku 1983 na palubě raketoplánu Challenger odstartoval k misi STS-8 na oběžnou dráhu naší planety. Šestidenního letu se zúčastnila tato pětičlenná posádka: velitel Richard Truly, dále pak Daniel Brandenstein, Guion Bluford, Dale Gardner a William Thornton. Na naléhání armády start z mysu Canaveral i přistání na základně Edwards byly přesunuty na noc kvůli plánovaným vojenským expedicím. V noci také vypustili indickou telekomunikační družici Instat 1B.
- STS-2 Columbia (12. listopadu 1981 – 14. listopadu 1981)
- STS-8 Challenger (30. srpna 1983 – 5. září 1983)

### Po skončení letů
Ihned po svém druhém letu z NASA odešel do velitelské armádní funkce, po třech letech roku 1986 byl převelen do Washingtonu za NASA. V letech 1989–1992 byl ředitelem NASA. Poté se vrátil na Georgijský technologický institut a stal viceprezidentem a ředitelem jeho výzkumné součásti Georgia Tech Research Institute (GTRI), kde působil 5 let. V květnu 1997 se stal ředitelem ředitelem Národní laboratoře pro obnovitelnou energii (NREL) a současně výkonným viceprezidentem Midwest Research Institute (nyní MRIGlobal) se sídlem v Kansas City, jedné ze dvou výzkumných organizací, které NREL společně provozují pro Ministerstvo energetiky USA. Do penze odešel v listopadu 2004.